# تيم أولريكس
تيم أولريكس (بالألمانية: Timm Ulrichs)‏ (و. 1940  م) هو نحات، وأستاذ جامعي ألماني، ولد في برلين.

## روابط خارجية
- تيم أولريكس على موقع مونزينجر (الألمانية)